# 6x60 Haus
Das 6x60 Haus in Schwabhausen in der Augsburger Straße 8 wurde 2022 nach Plänen von Tochtermann Wündrich errichtet.

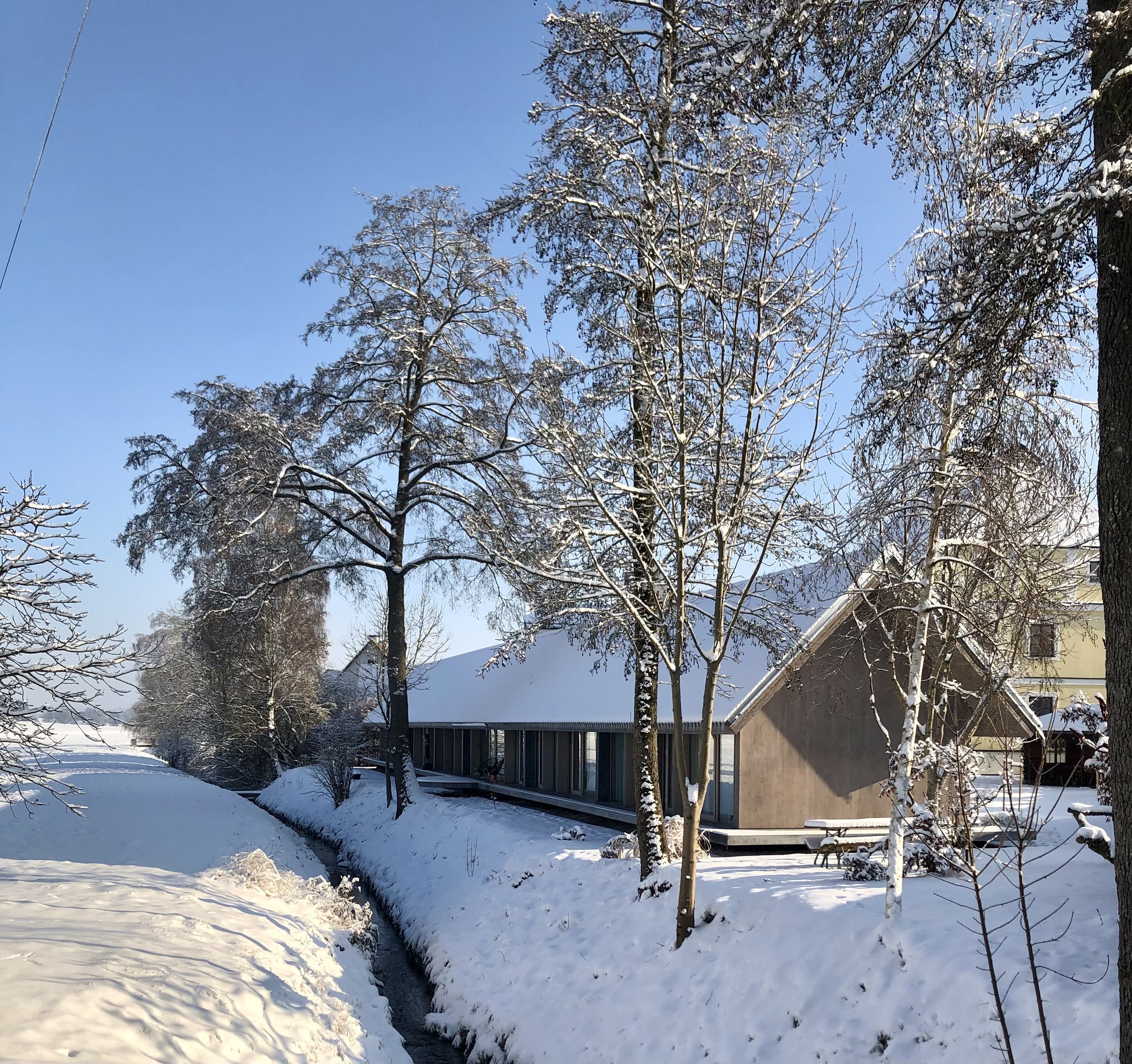
6x60 Haus im Schnee

## Architektur
Das 6 Meter breite und 60 Meter lange Haus wurde von Alexander Tochtermann und Philipp Wündrich entworfen. Der eingeschossige Baukörper erstreckt sich entlang des Rothbachs und beherbergt drei eigenständige Wohneinheiten für Mitglieder einer Großfamilie. Durch die Kombination von 15 Massivholzwänden und 5 anthrazitfarbenen Sichtbetonwänden, die ein durchgehendes Satteldach tragen, entsteht eine klare, rhythmische Struktur, die sowohl funktional als auch ästhetisch überzeugt. Großformatige Verglasungen öffnen die Räume beidseitig zur umgebenden Landschaft und schaffen eine fließende Verbindung zwischen Innen- und Außenraum. In seiner formalen Strenge und materialgerechten Ausführung setzt das 6x60 Haus einen bemerkenswerten Akzent im ländlichen Raum und reflektiert zeitgemäße Wohnkonzepte im Kontext familiärer und dörflicher Strukturen.
Die Bauleitung übernahm Philipp Wündrich. Mitarbeiter sind Joana Koslowski, Matteo Oldoni und Nils Rostek. Der schwedische Fotograf und Schauspieler Mikael Olsson fotografierte das Haus.

## Auszeichnungen und Preise

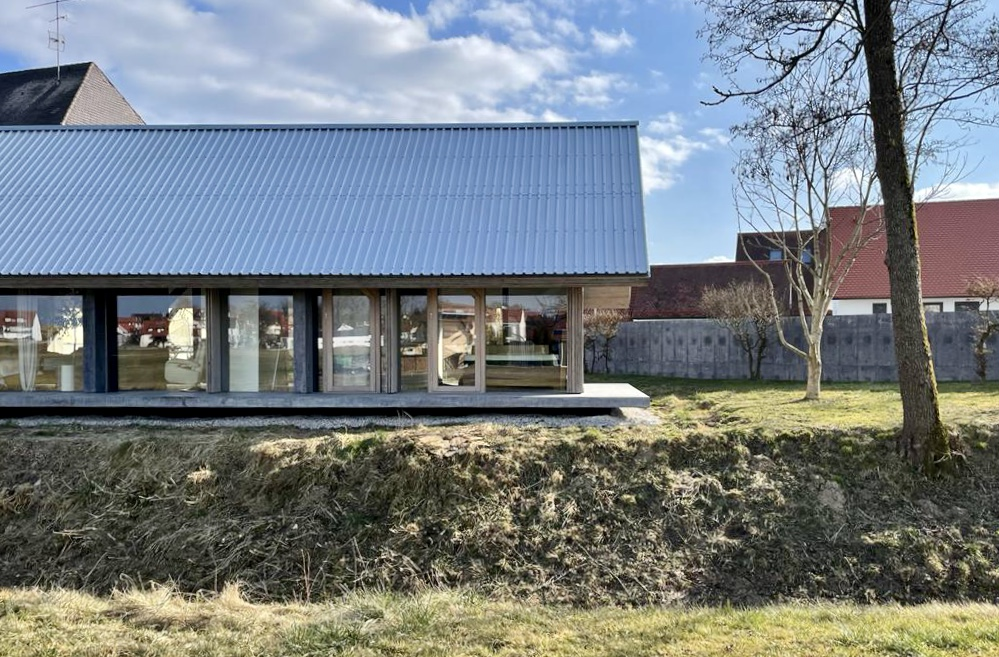
6x60 Haus im Sommer

- 2023: Anerkennung – Architekturpreis Beton[4][5][6]
- 2023: Nominierung – DAM Preis[7]
- 2023: BDA Regionalpreis Oberbayern[8]
- 2023: Auszeichnung – Häuser des Jahres
- 2025: Mitgliederpreis und Anerkennung – BDA Preis Bayern[9]